# منتخب السويد لكرة الأرض للسيدات
منتخب السويد الوطني لكرة الأرض للسيدات (بالسويدية: Sveriges damlandslag i innebandy)‏ هو ممثل السويد الرسمي في المنافسات الدولية في كرة الأرض للسيدات.